# Stenygrocercus franzi
Stenygrocercus franzi – gatunek pająka z infrarzędu ptaszników i rodziny Euagridae.

## Taksonomia
Gatunek ten opisany został po raz pierwszy w 1991 roku przez Roberta Ravena. Jako lokalizację typową wskazano góry Koghis na Nowej Kaledonii. Epitet gatunkowy nadano na cześć Herberta Franza, który odłowił holotyp.

## Morfologia
U holotypowego samca ciało ma długość 9 mm przy prosomie długości 4,2 mm i szerokości 3,4 mm, a opistosmie (odwłoku) długości 4,1 mm i szerokości 2,8 mm, zaś u jedynej zmierzonej samicy ciało ma 11 mm długości przy prosomie długości 5 mm i szerokości 3,8 mm, a opistosmie (odwłoku) długości 5 mm i szerokości 3,5 mm. Karapaks jest pomarańczowobrązowy, u samicy z brązowymi brzegami i łatami, u samca porośnięty szarymi, a u samicy brązowymi i pofalowanymi włoskami. Ośmioro oczu rozmieszczonych jest na planie prostokąta. Oczy pary przednio-środkowej leżą na wzgórku, w widoku grzbietowym bardziej z tyłu niż pary przednio-bocznej, natomiast oczy pary tylno-środkowej leżą bardziej z przodu niż pary tylno-bocznej. Jamka karapaksu jest krótka, płytka, poprzeczna, opatrzona jedną parą szczecinek fowealnych, u samca odgięta, u samicy prosta. Nadustek jest niski. Pomarańczowobrązowe szczękoczułki u samca mają na przedniej krawędzi 8 dużych i 10 małych ząbków, a w nasadowo-środkowej części bruzdy jeden ząbek, zaś u samicy mają na przedniej krawędzi 10 dużych i 5 małych ząbków, a w nasadowo-środkowej części bruzdy dwa drobne ząbki i od 10 do 15 drobnych ziarenek. Barwa wargi dolnej, szczęk i sternum jest pomarańczowobrązowa. Odnóża są pomarańczowobrązowe, pozbawione obrączkowania, o trichobotriach rozmieszczonych w dwóch szeregach na goleniach, oraz jednym, prostym szeregu na nadstopiach i stopach. Grzebienie występują na wszystkich nadstopiach. Pazurki parzyste mają od 7 do 15 ząbków rozmieszczonych w S-kształtnym szeregu, a pazurek trzeci od jednego do trzech ząbków. Opistosoma samicy jest z wierzchu brązowa z bladą łatą na przedzie, dwiema parami jasnych łat za nią oraz dwoma bladymi przepaskami poprzecznym, od spodu zaś brązowa z żółtymi wieczkami płuc. Kądziołki przędne są żółtobrązowe z wierzchu i brązowe od spodu.
Nogogłaszczki samca mają gruszkowaty bulbus i zwężający się ku szczytowi embolus. Golenie pierwszej pary odnóży samca mają silnie nabrzmiały guzek przednio-brzuszny z trzema cierniami, półkolistym wciskiem na grzbiecie i dwoma długimi, zakrzywionymi kolcami dystalnymi oraz również nabrzmiały guzek tylno-brzuszny z grupką krótkich i grubych kolców poprzedzoną rowkiem. Golenie drugiej pary odnóży samca są słabiej nabrzmiałe, zaopatrzone w części odsiebnej w stożkowatą ostrogę z małym cierniem u nasady i długimi, prostymi megakolcami. Genitalia samicy zawierają cztery spermateki z dwoma oddzielnymi płatami o prostych nasadach, jedno- lub dwukrotnie skręconych częściach środkowych i jajowato powiększonych zbiornikach szczytowych.

## Ekologia i występowanie
Pająk ten zasiedla górskie równikowe lasy deszczowe. Bytuje w ściółce i butwiejącym drewnie.
Gatunek endemiczny dla Nowej Kaledonii, znany wyłącznie z gór Koghis.